# Ianis Hagi
Ianis Hagi (ur. 22 października 1998 w Stambule) – rumuński piłkarz, występujący na pozycji napastnika w szkockim klubie Rangers oraz w reprezentacji Rumunii. 

## Kariera
Uczestnik Mistrzostw Europy 2024. Syn Gheorghe’a Hagiego.
W swojej karierze grał także we włoskim klubie ACF Fiorentina i Viitorulu Konstanca. Posiada także obywatelstwo tureckie. 